# Andorrai euróérmék
Andorra az első, saját mintás euróérméit 2014. január 1-jén hozta forgalomba. A nemzeti motívumokat egy verseny útján fogják eldönteni.

## Történet
Andorrának nem volt saját valutája az euró bevezetése előtt, a törpeállamban a két szomszédos ország (Spanyolország és Franciaország) fizetőeszközei, a spanyol peseta és a francia frank voltak forgalomban. Mikor a közös európai valuta felváltotta a pesetát és a frankot, Andorrában is elkezdték a használatát.
Ellentétben a másik három EU-n kívüli törpeállammal, San Marinóval, Monacóval és a Vatikánnal, Andorra nem kötött megállapodást az Unióval a saját mintás érmék kibocsátására a közös valuta bevezetésekor.
2003-ban Andorra kérvényezte a jogot a saját mintás érmék kiadására. A következő évben az Európai Tanács megkezdte a tárgyalásokat az országgal. Az egyezményt végül 2011 június 30-án írták alá, és 2012. április 1-jén lépett hatályba. Az egyezmény kimondja, hogy Andorra hivatalos pénzneme az euró. 2012 októberében az andorrai pénzügyminiszter, Jordi Cinca bejelentette, hogy az ország első saját euróérméi 2014. január 1-jén kerülnek forgalomba. 2013 májusában meghirdettek egy pályázatot, melynek határideje 2013. április 16. volt. A győztes terveket május 27-én hozták nyilvánosságra.

## Az andorrai euró nemzeti oldalának éremképei
Egy közlemény szerint az érmék mintázata a következő lesz: a 2 euróson Andorra címere, az 1 euróson a Casa de la Vall, az andorrai parlament épülete Andorra la Vellában, az 50, 20 és 10 centeseken a Santa Coloma d'Andorrában található Szent Márton-templom és a benne található Krisztus-ábrázolás, az 5, 2 és 1 centeseken pedig egy pireneusi zerge jelennek meg.
| Címlet                  | Kép | Leírás                                                                                   |
| ----------------------- | --- | ---------------------------------------------------------------------------------------- |
| 2 euró                  |     | Andorra címere                                                                           |
| 1 euró                  |     | Casa de la Vall                                                                          |
| 50 cent 20 cent 10 cent |     | A Szent Márton-templom Santa Coloma d'Andorrában és a benne található Krisztus-ábrázolás |
| 5 cent 2 cent 1 cent    |     | Pireneusi zerge                                                                          |